# Campo de concentração de Dachau
O campo de concentração de Dachau foi construído em 1933 pelos nazistas em uma antiga fábrica de pólvora, próxima a cidade de Dachau, cerca de dezesseis quilômetros ao norte de Munique, no sul da Alemanha Nazista, e inicialmente destinava-se a presos políticos. Foi libertado pelo Exército dos Estados Unidos em abril de 1945.
Inaugurado por Heinrich Himmler, foi transformado depois num campo de trabalho. No auge, o campo chegou a ter mais de 188 mil presos. Os nazistas documentaram a morte de 31 951 pessoas, embora estudiosos digam que o número de fatalidades pode ter sido bem maior.

## História

Localização do campo, no sul da Alemanha.

Dachau foi o primeiro campo de concentração nazista. Projetado pelo Kommandant Theodor Eicke, foi o modelo para os outros campos construídos. Dachau chegou a abrigar mais de duzentos mil prisioneiros de mais de trinta países e, a partir de 1941, foi usado para o extermínio de cerca de trinta mil pessoas. Muitas outras pessoas pereceram em virtude das condições do campo. O campo possuía uma câmara de gás, que parece no entanto não ter sido muito utilizada, por motivos difíceis de conhecer.
Segundo cálculos da Igreja Católica, pelo menos três mil religiosos entre padres, bispos e outros foram mantidos lá. Um dos prisioneiros, Karl Leisner, foi beatificado pelo Papa em 1996 (ver: Anticatolicismo e Religião na Alemanha Nazista). Após rumores se espalharem pelo campo em relação a uma directiva de Heinrich Himmler de executar todos os prisioneiros, um dos presos mais célebres do campo, Oskar Müller, enviou mensageiros até o exército norte-americano para que estes dispersassem o campo. A 28 de abril, um alto comissário da Cruz Vermelha, Victor Mauer, tentou convencer o último comandante do campo, Heinrich Wicker, a se render. Wicker decidiu antes retirar a maioria dos guardas SS.[carece de fontes?]
No dia seguinte, a 29 de abril de 1945, a 42ª Divisão de Infantaria do Exército dos Estados Unidos foi encarregada de libertar o campo de concentração.

### Massacre de Dachau
A primeira visão que os soldados tiverem, ao chegar ao campo, foi de centenas de mortos, empilhados, junto a um comboio de 39 carruagens. Segundo consta, os mortos estavam lá havia dias (alguns já em avançado estado de decomposição). Tinham sido retirados apressadamente de outro campo de concentração, Buchenwald, e a maioria morrera de fome durante a viagem.[carece de fontes?]
Os soldados, totalmente em estado de choque com a visão, tomaram para eles o lema Take no Prisoners ("Não fazer prisioneiros") e começaram a executar os primeiros SS que encontraram. Há vários registos de execuções, na maioria actos de vingança individuais de soldados e até de alguns prisioneiros, que atacaram os seus antigos opressores.[carece de fontes?]
A situação durou apenas alguns minutos; o tenente da companhia, Felix Sparks, rapidamente tentou controlar a situação, de modo a evitar um banho de sangue desnecessário. Ao todo, morreram cerca de 50 SS (entre a tomada do campo e as já referidas execuções). Foram levados cativos cerca de duzentos guardas.[carece de fontes?]
As execuções de Dachau levaram alguns militares da 42ª Divisão a tribunal marcial, acabando todos ilibados (ver: crimes de guerra dos Aliados).[carece de fontes?]
|                                  | | |
| Imagens da libertação de Dachau. | Sobreviventes de Dachau demonstram o funcionamento do crematório empurrando um cadáver para um dos fornos. | Suposta execução de soldados da SS por tropas estadunidenses na área de Dachau durante a sua libertação, em 29 de Abril de 1945 (fotografia de exército dos Estados Unidos). |

### Pós-guerra
Após a libertação do campo, os 32 000 prisioneiros que lá se encontravam saíram num espaço de seis semanas. Durante essa altura, formou-se um Comité de prisioneiros, que funcionando como um governo, se encarregou de evitar fugas de prisioneiros e melhorar as condições dos campos.[carece de fontes?]
A libertação dos prisioneiros foi morosa: além dos habituais problemas de desnutrição e dificuldades em arranjar transporte dos presos para o seu país natal, havia uma epidemia de Febre Tifóide que dizimou milhares de presos. Como tal, de modo a evitar uma pandemia europeia, foram curados e vacinados todos os presos.[carece de fontes?]
A partir de 1948, o campo de Dachau foi usado como campo de refugiados, situação que perdurou até cerca da década de 1960, onde se erigiu o memorial que hoje existe.[carece de fontes?]
Dachau é célebre não só por ter sido um dos maiores campos de concentração nazis, mas também por ter sido o primeiro a ser construído no regime hitleriano, cerca de cinco semanas após a ascensão de Hitler ao poder.

## Fotos
|                                  |                               |                 |
| A ala de prisioneiros de Dachau. | A entrada de Dachau, em 1945. | Dachau em 1991. |